# Александровка (Красногвардейский район, Оренбургская область)
Алекса́ндровка — посёлок в Красногвардейском районе Оренбургской области России. Входит в Кинзельский сельсовет .

## География
Село находится в северо-западной части региона, в пределах возвышенности Общий Сырт, в степной зоне, на берегах реки Толкаечка, на расстоянии примерно 30 км от города Сорочинск.
Климат
Климат характеризуется как резко континентальный с продолжительной морозной зимой и относительно коротким жарким сухим летом. Средняя температура воздуха самого тёплого месяца (июля) — 21 °C; самого холодного (января) — −15 °C. Продолжительность безморозного периода составляет 130 дней. Среднегодовое количество атмосферных осадков составляет 320 мм, из которых 228 мм выпадает в тёплый период. Снежный покров держится в течение 145—150 дней.

## История
До 1962 года входила в Люксембургский район, в Вознесенский сельсовет.

## Население
| 2010 |
| ---- |
| 26   |

## Инфраструктура
В начале 2000 годов была начальная школа, есть медпункт с фельдшером.
Недалеко от поселка находятся нефтяные вышки. В поселке есть кладбище.

## Транспорт
До Александровки можно добраться из Сорочинска на такси или попутке, автобусы не ходят.